# Heilig-Geist-Kirche (Schwechat)

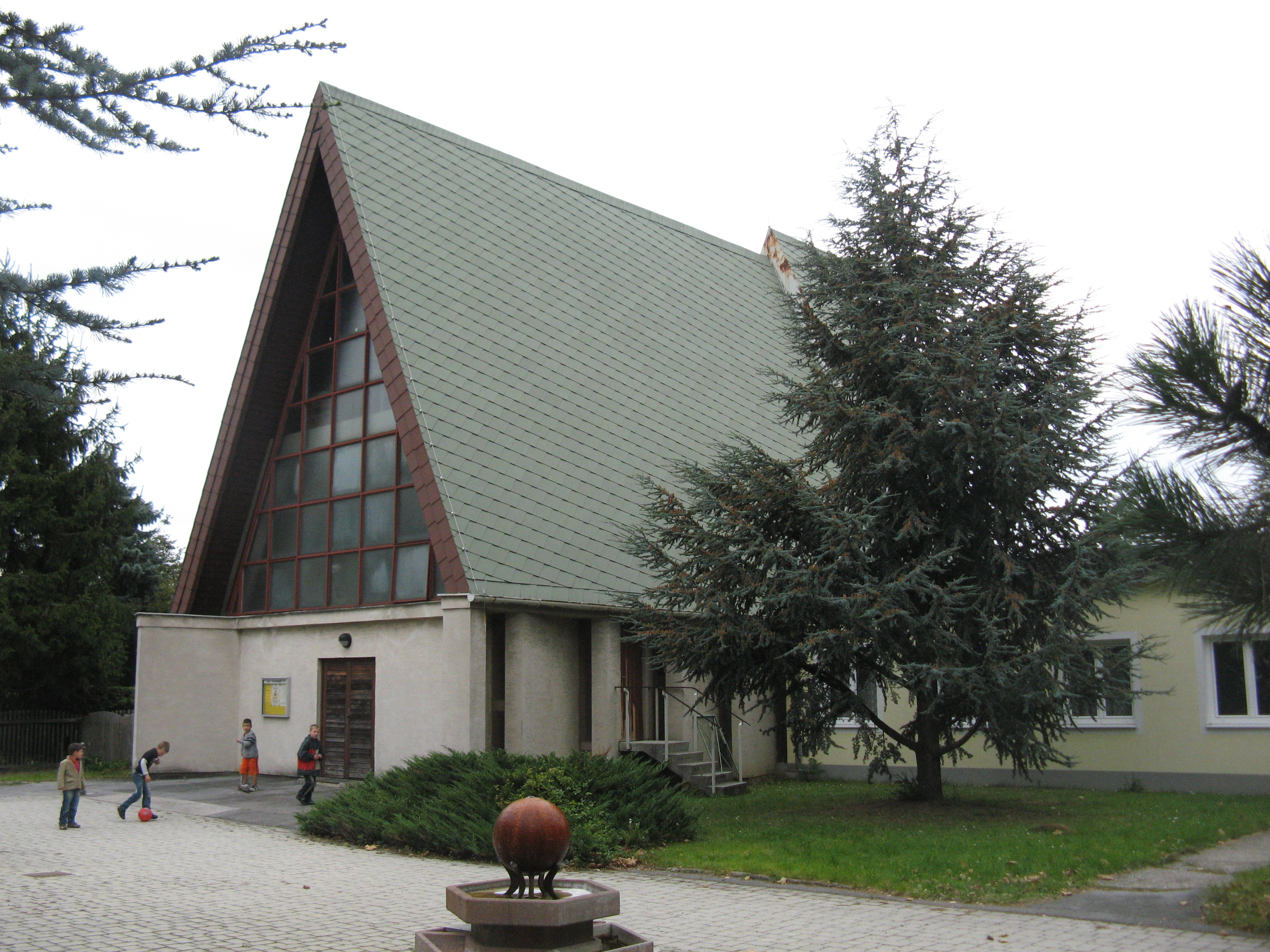
Evangelische Heilig-Geist-Kirche in Schwechat (2010)

Die Heilig-Geist-Kirche steht am Andreas-Hofer-Platz Nr. 7 in der Stadtgemeinde Schwechat im Bezirk Bruck an der Leitha in Niederösterreich. Die evangelisch-lutherische Pfarrkirche gehört zur Evangelischen Superintendentur A. B. Niederösterreich der Evangelischen Kirche A.B. in Österreich.

## Beschreibung
1939 erfolgte die Gründung der Pfarrgemeinde. An der Stelle einer 1946 errichteten Holzkirche wurde 1970 die heutige Kirche erbaut.
Der schlichte Kirchenbau unter einem hohen steilen Satteldach hat eine verglaste westliche Giebelfront. Seitlich steht ein eingeschoßiger Pfarrhof unter einem Flachdach.